# Gråbladigt päron
Gråbladigt päron (Pyrus elaeagrifolia), är en päronart som kännetecknas av sina karakteristiska blad som har en gråaktig ton.
Trädet blir upp till 10 meter högt. Det blommar i april och pollineras av insekter. Blomman har organ av honkön och av hankön. Frukterna blir cirka 2 cm långa.
Arten förekommer ursprunglig på Balkan, kring Svarta havet och i Kaukasusregionen. Det är nästan inget känt om den vilda populationens ekologi.
Gråbladigt päron är uthärdig mot torka och frost. Frukterna äts vanligen efter en tids lagring eller torkad.
IUCN listar arten med kunskapsbrist (DD).